# National Motor Company (Missouri)
National Motor Company war ein US-amerikanischer Hersteller von Automobilen aus Missouri.

## Unternehmensgeschichte
H. H. Hennegin stellte Motoren her. Er gründete 1899 zusammen mit seinem Bruder Peter Hennegin, den Brüdern L. und M. E. Allard sowie John A. Robinson das Unternehmen. Der Sitz war in St. Louis. Im gleichen Jahr begann die Produktion von Automobilen. Der Markenname lautete National. Im August 1899 entstanden die ersten fünf Fahrzeuge. Dann gab es eine Kapitalerhöhung und Pläne für eine Ausweitung der Produktion. Dennoch folgte im März 1900 die Insolvenz. Damit endete die Fahrzeugproduktion.
Das Nachfolgeunternehmen Missouri Motor Company stellte nur noch Motoren her.
Weitere US-amerikanische Hersteller von Personenkraftwagen der Marke National waren National Motor Vehicle Company (1900–1924) und National Automobile and Motor Company (1902–1903).

## Fahrzeuge
Die ersten fünf Fahrzeuge erhielten einen Aufbau als Trap. Sie hatten Ottomotoren.
Danach sind Zweizylindermotoren genannt. Sie leisteten je nach Ausführung 2,5 PS, 5 PS und 8 PS.